# Mechanic: Resurrection
Mechanic: Resurrection es una película de suspenso y acción del año 2016. Dirigida por Dennis Gansel y escrita por Philip Shelby y Tony Mosher, con una historia de Shelby y Brian Pittman. Es la secuela de la película de 2011 The Mechanic, que fue una nueva versión de la película de 1972 del mismo nombre. Las estrellas de cine Jason Statham, Tommy Lee Jones, Jessica Alba y Michelle Yeoh.
Mechanic: Resurrection se estrenó en Hollywood el 22 de agosto de 2016 y se estrenó en los Estados Unidos el 26 de agosto de 2016. Recibió generalmente críticas negativas y recaudó $125 millones de dólares en todo el mundo.

## Reparto
- Jason Statham como Arthur Bishop.
- Jessica Alba como Gina Thornton.
- Tommy Lee Jones como Max Adams.
- Michelle Yeoh como Mae.
- Sam Hazeldine como Riah Crain.
- Femi Elufowoju Jr como Krill.
- Rhatha Phongam como Courier.

## Argumento
Desde que fingió su propia muerte (al final de la película anterior), Arthur Bishop ha estado viviendo tranquilamente en Río de Janeiro bajo el nombre de Santos. A Renee Tran lo aborda, quien conoce su verdadera identidad y explica que su empleador desea que Bishop mate a tres objetivos y plantee sus muertes como accidentes. Bishop se escapa, eludiendo a ella y a sus mercenarios y huyendo a Tailandia. Se refugia en la casa de playa de la isla de su amiga, Mei, y se entera de que Tran está trabajando para Riah Crain. (Más adelante en la película, Bishop revela cómo conoce a Crain: eran huérfanos que crecieron juntos pero fueron vendidos a un gánster y entrenados como soldados. Bishop había escapado, pero Crain no).
Algún tiempo después, una mujer magullada, Gina Thornton, se acerca a Mei para recibir primeros auxilios antes de regresar a un bote anclado en las cercanías. Mei ve que un hombre la golpea a bordo del barco y alerta a Bishop. Juntos, rescatan a Thornton, pero en la pelea, la cabeza del hombre golpea un bolardo y muere. Bishop busca, sin éxito, la evidencia de la identidad del hombre, luego enciende el barco. Mientras Mei atiende las lesiones de Thornton, Bishop descubre que Thornton también está conectado con Crain, y concluye que Crain anticipó que Bishop se convertiría en romántico con ella: Crain la secuestraría para hacer que Bishop tomara los trabajos de asesinato. Al ser acusado de su teoría, Thornton revela que Crain había amenazado el refugio para niños en Camboya, donde trabaja, a menos que ella participara. En los próximos días, Bishop conoce mejor a Thornton y se enamoran. Como era de esperar, sin embargo, los mercenarios de Crain llegan y los secuestran.Crain mantiene a Thornton como rehén para asegurar que Bishop complete los asesinatos. El primer objetivo es un señor de la guerra llamado Krill, recluido en una prisión de Malasia. Bishop se encarcela y gana la confianza de Krill al matar a un hombre que intenta matarlo. Bishop luego mata a Krill y escapa con la ayuda de los agentes de Crain. El próximo objetivo es Adrian Cook, un multimillonario con sede en Sídney y extraficante de trabajadores sexuales menores de edad. Bishop pasa por alto la estricta seguridad del apartamento del ático de Cook y rompe el fondo de cristal de su piscina saliente, enviándolo a la muerte.
Mientras transmite los detalles del tercer objetivo, Crain le permite a Bishop hablar con Thornton, quien reposiciona la cámara, lo que le permite a Bishop identificar el barco de Crain. Bishop intenta un rescate, pero Crain es capaz de frustrarlo. Crain exige que Bishop complete el asesinato final en 24 horas. El objetivo final es Max Adams, un traficante de armas estadounidense en Varna, Bulgaria. Al planear su intento, Bishop se da cuenta de que los objetivos son la única competencia importante de Crain en el tráfico de armas. Bishop, en cambio, se acerca a Adams para advertirle sobre el plan de Crain y reclutar su ayuda. Bishop finge la muerte de Adams, luego informa de su éxito a Crain, dirigiéndolo a la pluma submarina para encontrar el cuerpo.
En la pluma, Bishop diezma a los mercenarios de Crain y luego toma el bote de Crain anclado cerca. Lucha contra más de los hombres de Crain y rescata a Thornton. Descubre que el barco está lleno de explosivos y pone a Thornton en una campana de buceo. Bishop mata a los mercenarios restantes, luego vence a Crain y lo asegura en el bote. Las bombas explotan, matando a Crain y, aparentemente, a Bishop.
Thornton es rescatado y los restos del barco de Crain son rescatados. Thornton regresa a Camboya y sus deberes de enseñanza, y se sorprende cuando Bishop aparece allí. Adams descubre cómo Bishop sobrevivió, pero destruye la evidencia.

## Producción
El 4 de febrero de 2015 Natalie Burn fue incluida en el reparto de la película.

### Rodaje
El rodaje comenzó el 4 de noviembre de 2014 en Bangkok (Tailandia). El rodaje también incluye locaciones en Bulgaria, Brasil y Australia.

## Estreno
El 7 de noviembre de 2014, Lionsgate anunció que la película sería estrenada el 22 de enero de 2016. Luego fue movida al 15 de abril de 2016, pero el 3 de agosto de 2015, la película nuevamente cambió su fecha de estreno al 26 de agosto de 2016.